# Гимолы
Ги́молы (карел. Himol′a) — посёлок в составе Суккозерского сельского поселения Муезерского района Республики Карелия Российской Федерации.

## География
Расположен на берегу озера Гимольское.
Расположен на автомобильной дороге 86К-7
Муезерский-Гимолы-Поросозеро, в 38 километрах севернее Поросозеро, в 225 километрах от Петрозаводска.
Рядом находится железнодорожная станция Октябрьской железной дороги Гимольская, расположенная на железнодорожной линии Суоярви I (станция) — Костомукша (включая ветки на Лендеры и Юшкозеро).

## Население
Население посёлка в 1966 году составляло 3500 чел.
| 2002 | 2009 | 2010 | 2013 |
| ---- | ---- | ---- | ---- |
| 408  | ↘318 | ↘225 | ↘190 |

## Предыстория
Поселок получил своё название от расположенной рядом одноимённой деревни, сейчас именуемой Старые Гимолы (ранее — Гимольский погост). Эта деревня имеет статус исторического поселения.
Волость Гиамалы впервые упоминается в 1587/88 годах в «Книге сбора данных и оброчных денег» с Лопских погостов Новгородского уезда подьячих Неждана Луговского и Одинца Иванова. Затем волостка Гимолы упоминается в Дозорной книге Лопских погостов Новгородского уезда подьячего Григория Кобелева 1597 года.
Волостка Гимолы относилась к Спасскому Селецкому погосту округа Лопских погостов Новгородского (позже — Олонецкого) уезда.
К 1628 году в Гимолах имелась собственная церковь.

 Это известно из текста «Отбойной записи» лендерцев от 13 августа 1628 г. Тогда по жалобе Федора Филиппова в Лендеры приехал подьячий Богдан Воломский, который взял с собой свидетели Семчезерского погоста попа и старосту, Селецкого погоста попа, Гимольской выставки попа и старосту и представителей от Паданского погоста; лендерцы отказались отвечать перед посланцем новгородских воевод по жалобе Гимолской выставки Вонгорской волости крестьянина Федора Филипова, потому что они «московского присуду»
— Жуков А.Ю. Волостной и церковно-приходской ландшафт центральной Карелии: Спасский Селецкий погост в XVI–XVIII вв
26 ноября 1878 года в посёлке была освящена новая церковь Рождества Пресвятой Богородицы.
Поселение состояло из крестьянских дворов:
| Годы          | 1597 | 1678 | 1707          | 1749 |
| Кол-во дворов | 25   | 11   | 13 (4 пустых) | 48   |

## История
1954 год — начало строительства Гимольской ужд и лесного посёлка
1954 год — открыта школа (до 600 учеников в 60-е годы).
1956 год — на базе лесопункта начал работу леспромхоз (первый директор Сметанин Л. И.).
1970 год — закрыт сплавучасток.
1973 год — леспромхоз присоединен к Суккозерскому леспромхозу.
2007 год — закрыта средняя школа (последний директор — Любовь Владимировна Лакшевич)

## Достопримечательности
В посёлке сохраняется братская могила 25 советских воинов 176-й стрелковой дивизии 32-й армии, погибших близ Гимол в годы советско-финской войны (1941—1944) (захоронение 1963 года). В 1975 году на могиле установлена бетонная стела.
Северо-восточнее посёлка находится гора Воттоваара — наивысшая точка Западно-Карельской возвышенности — 417,1 м, являющаяся ландшафтным памятником природы регионального значения.

## Предприятия
Промышленность представлена карьером и лесозаготовкой.